# 東が丘
東が丘（ひがしがおか）は、東京都目黒区の町名。現行行政地名は東が丘一丁目および東が丘二丁目。住居表示実施済区域。郵便番号は152-0021（集配局 : 目黒郵便局）。

## 地理
目黒区の西部に位置する。町域西部は世田谷区駒沢公園・駒沢にそれぞれ接し、駒沢オリンピック公園の敷地が町域内にかかる。町域北部は世田谷区下馬に接する。東部は柿の木坂、南部は八雲に接する。

### 地価
住宅地の地価は、2024年（令和6年）7月1日の地価調査によれば、東が丘2-13-20の地点で91万1000円/m2となっている。

## 歴史

### 地名の由来
東が丘の地名は1964年7月に設けられた。従前の町名は芳窪町・大原町。東が丘の区域は古くから荏原郡衾村字東根の一部であり、その後は碑衾村大字衾字東大原、東上芳窪と呼称された。このように「東」の文字が付近の地名に多数用いられたことから、東が丘に決定されたとされる。

### 住居表示実施前後の町名の変遷
| 実施後       | 実施年月日   | 実施前（特記なければ各町丁ともその一部） |
| ------------ | ------------ | ---------------------------------------- |
| 東が丘一丁目 | 1964年7月1日 | 芳窪町、大原町                           |
| 東が丘二丁目 | 1964年7月1日 | 芳窪町、大原町                           |

## 世帯数と人口
2025年（令和7年）3月1日現在（目黒区発表）の世帯数と人口は以下の通りである。
| 丁目         | 世帯数    | 人口    |
| ------------ | --------- | ------- |
| 東が丘一丁目 | 2,220世帯 | 4,471人 |
| 東が丘二丁目 | 1,749世帯 | 3,059人 |
| 計           | 3,969世帯 | 7,530人 |

### 人口の変遷
国勢調査による人口の推移。
| 年                 | 人口  |
| ------------------ | ----- |
| 1995年（平成7年）  | 6,975 |
| 2000年（平成12年） | 7,311 |
| 2005年（平成17年） | 7,396 |
| 2010年（平成22年） | 7,337 |
| 2015年（平成27年） | 7,379 |
| 2020年（令和2年）  | 7,673 |

### 世帯数の変遷
国勢調査による世帯数の推移。
| 年                 | 世帯数 |
| ------------------ | ------ |
| 1995年（平成7年）  | 3,029  |
| 2000年（平成12年） | 3,385  |
| 2005年（平成17年） | 3,411  |
| 2010年（平成22年） | 3,471  |
| 2015年（平成27年） | 3,680  |
| 2020年（令和2年）  | 3,780  |

## 学区
区立小・中学校に通う場合、学区は以下の通りとなる（2025年4月現在）。
- 区域 : 一丁目、二丁目　各全域
  - 小学校 : 目黒区立東根小学校
  - 中学校 : 目黒区立第十中学校

## 交通
町域内に鉄道駅は存在しない。近隣の東急田園都市線駒沢大学駅、東急東横線都立大学駅などが利用可能である。また、渋谷駅や田園調布駅からの路線バスを利用することもできる。西部に自由通り、南部に駒沢通りが通行しており、道路の利便性は比較的良い。

## 産業

### 事業所
2021年（令和3年）現在の経済センサス調査による事業所数と従業員数は以下の通りである。
| 丁目         | 事業所数  | 従業員数 |
| ------------ | --------- | -------- |
| 東が丘一丁目 | 86事業所  | 705人    |
| 東が丘二丁目 | 83事業所  | 2,295人  |
| 計           | 169事業所 | 3,000人  |

### 事業者数の変遷
経済センサスによる事業所数の推移。
| 年                 | 事業者数 |
| ------------------ | -------- |
| 2016年（平成28年） | 124      |
| 2021年（令和3年）  | 169      |

### 従業員数の変遷
経済センサスによる従業員数の推移。
| 年                 | 従業員数 |
| ------------------ | -------- |
| 2016年（平成28年） | 2,587    |
| 2021年（令和3年）  | 3,000    |

## 施設
- 駒沢オリンピック公園 - 敷地の一部が町域内に当たる。
- 国立病院機構東京医療センター
  - 東京医療保健大学国立病院機構キャンパス
- 目黒区立東根小学校
- アゼルバイジャン大使館
- ガボン大使館
- 東根公園
- 東根住区センター